# Martin Webster
Martin Guy Alan Webster, né le 14 mai 1943 est une figure notoire de l'extrême droite britannique, principalement active durant les années 1960 à 1980. Militant néonazi, il est l'un des premiers membres du Parti national-travailliste (NLP) avant de s’allier étroitement à John Tyndall, qu’il suivit successivement au sein du Parti national britannique (BNP), du Mouvement national-socialiste (NSM) et du Mouvement pour la Grande-Bretagne.
Sa carrière politique est marquée par des activités illégales, notamment son implication dans l’organisation paramilitaire Spearhead, ce qui lui vaut une condamnation pénale en vertu de la loi sur l’ordre public de 1936 et un emprisonnement. Par la suite, des rumeurs persistantes concernant son homosexualité – considérée comme incompatible avec l’idéologie qu’il défend – entachent sa réputation au sein des milieux extrémistes. Marginalisé, il se retire progressivement de la vie publique, disparaissant de la scène politique sans éclat.

## Activisme politique précoce
Martin Webster est, dans sa jeunesse, un membre précoce des Jeunes conservateurs, organisation dont il affirme avoir été exclu. Par la suite, il entretient une affiliation informelle avec la Ligue des loyalistes de l'Empire avant d’adhérer, en 1962, au Mouvement national-socialiste (NSM). Au sein de ce groupuscule, il devient l’un des principaux collaborateurs de John Tyndall, le suivant lors de la création du Greater Britain Movement. Son activisme lui valut des démêlés judiciaires : il est incarcéré pour avoir violemment jeté à terre Jomo Kenyatta devant l’hôtel Hilton de Londres, ainsi que pour sa participation à l’organisation paramilitaire Spearhead. Ces faits lui valent une condamnation en vertu du Public Order Act de 1936. En 1972, il suscite une nouvelle polémique en déclarant : « Nous sommes occupés à mettre en place une machine nazie bien huilée dans ce pays ».

## Front national

### Avec Tyndall
Martin Webster demeure lieutenant de John Tyndall et l’accompagne au sein du Front national. Au début de son engagement, Webster connait une ascension rapide au sein du parti, se voyant confier dès 1969 la charge d’organisateur des activités nationales. Depuis cette position, il partage de facto la direction du mouvement avec Tyndall jusqu’en 1974. Par la suite, il entre en conflit avec John Kingsley Read, successeur de Tyndall à la tête du NF. Cet antagonisme précipite la chute de Kingsley Read, permettant ainsi à Tyndall de retrouver son rôle dirigeant. Toutefois, Webster finit par rompre avec ce dernier, bien qu’il conserve une influence notable au sein du parti sous la présidence ultérieure d’Andrew Brons. 
Peu après l’interdiction par les autorités policières, en application de la loi sur l’ordre public de 1936, d’une manifestation du Front National dans le centre de Hyde – celle-ci étant jugée susceptible d’engendrer de « graves troubles » –, Martin Webster, figure éminente du parti, annonce en octobre 1977 l’organisation de deux cortèges distincts, le second consistant en une marche solitaire menée par ses soins. Accompagné d’un imposant dispositif policier – près de 2 500 agents – et sous le regard d’une foule de badauds, Webster parcourt l’artère principale de Hyde, arborant un Union Jack et une pancarte proclamant : « Défendons la liberté d’expression britannique contre le terrorisme rouge ». Les forces de l’ordre tolèrent cette démonstration, estimant qu’« un homme seul » ne contrevenait pas à l’interdit précédemment édicté,,.   
En 1982, Webster, après avoir émis des accusations concernant les activités de l’Anti-Nazi League, fait l’objet d’une poursuite en diffamation intentée par Peter Hain, alors figure éminente de cette organisation. Lors de la procédure judiciaire, Webster reconnait que les agissements de l’ANL avaient porté un préjudice considérable au Front National,.

### Activité ultérieure du NF et expulsion
Les rumeurs concernant l’homosexualité de Webster entraînent sa stigmatisation au sein des cercles nationalistes de droite, ainsi que l’hostilité de l’aile des soldats politiques du Front national. En 1983, ses détracteurs œuvrent à le priver de ses fonctions d’organisateur des activités nationales, puis à l’évincer de la direction du parti, avant de procéder à son exclusion définitive, de même que celle de son allié, Michael Salt.

## Our nation
Martin Webster cherche brièvement à fonder son propre mouvement politique, Our Nation, sans parvenir à le pérenniser. Il envisage ce groupe comme un prolongement du National Front (NF) sous l’ère Tyndall, antérieure à la démission de ce dernier. Toutefois, leurs dissensions antérieures à l’exclusion de Webster l’empêchent d’être convié à rejoindre le British National Party (BNP), nouvelle formation de Tyndall. En quête de financements, Webster approche Françoise Dior, alors séparée de Colin Jordan et revenue en France. Bien qu’il obtient d’elle quelques subsides, il réalise rapidement que sa réputation délétère au sein de l’extrême droite britannique compromettait toute possibilité de rallier des adhérents à sa cause. Denis Pirie, militant de longue date, contribue un temps à l’organisation du mouvement, mais son implication est écourtée par des révélations journalistiques concernant son emploi au sein de la haute fonction publique, suscitant une controverse. Ainsi, Our Nation ne parvient jamais à émerger véritablement, contraignant Webster à y renoncer promptement. Par la suite, il se voit refuser l’accès au Flag Group, Ian Anderson ayant appuyé son expulsion initiale du NF — bien qu’Anderson est par ailleurs un opposant à Nick Griffin et Patrick Harrington.

## Activité actuelle
Martin Webster s’est progressivement éloigné de l’activité politique depuis plusieurs années, bien qu’il ait entretenu des liens avec Lady Birdwood jusqu’à sa mort. Il réapparait publiquement en 1999, époque à laquelle il affirme avoir eu une relation homosexuelle de quatre ans avec Nick Griffin, alors nouvellement élu à la tête du Parti national britannique, liaison qui aurait débuté au milieu des années 1970, alors que Griffin était encore adolescent. Ce dernier a catégoriquement démenti ces allégations. 
Martin Webster collabore de manière sporadique à des publications numériques parmi lesquelles figurent les bulletins Electronic Loose Cannon et Electronic Watch on Zion. Ses écrits ont également paru dans les colonnes de l’Occidental Observer. 
En 2010, il intervient lors de la vingt-neuvième assemblée de la Nouvelle Droite, prononçant une allocution relative au conflit moyen-oriental, dans laquelle il défend la cause palestinienne. Puis, en août 2011, il prend de nouveau la parole au cours de la trentième réunion du même mouvement, abordant plus spécifiquement la thématique intitulée « Justice pour les Palestiniens ».

## Élections contestées
| Date de l'élection                   | Circonscription électorale |    | Votes | %    |
| ------------------------------------ | -------------------------- | -- | ----- | ---- |
| 24 mai 1973 (élection partielle)     | West Bromwich              | NF | 4 789 | 16.0 |
| Février 1974                         | West Bromwich Est          | NF | 2 907 | 7.0  |
| 1979                                 | Bethnal Green et Bow       | NF | 1 740 | 6.1  |
| 28 octobre 1982 (élection partielle) | Peckham                    | NF | 874   | 3.9  |